# Raquel García Hermida-van der Walle
Raquel García Hermida-van der Walle  (Madrid, 28 mei 1983) is een Nederlands-Spaans politica voor Democraten 66 (D66). Sinds 16 juli 2024 is ze lid van het Europees Parlement.

## Biografie
García Hermida-van der Walle groeide op in Madrid en studeerde journalistiek aan de Complutense-universiteit van Madrid. Tijdens haar studie was ze actief voor een lokale politieke partij in in de nabijgelegen gemeente Pinto, Juntos por Pinto. Na haar studie werkte ze voor verscheidene NGO’s en maatschappelijke organisaties, waaronder Earth Day Network (Dag van de Aarde), Survival International, en Stichting AAP in respectievelijk de Verenigde Staten, Spanje, en Nederland.
Ze is sinds 2018 politiek actief bij D66, waarvoor ze in verschillende commissies en afdelingen actief was en is. Van 2019 tot 2023 was ze de voorzitter van D66 Fryslân.  Garcia Hermida-van der Walle won de Els Borst Netwerk Inspiratieprijs in 2019, en was ook kandidaat voor het Europees Parlement in datzelfde jaar. 
Naast haar politieke loopbaan heeft ze verscheidene maatschappelijke functies gehad. Ze is lid geweest van het verantwoordingsorgaan Pensioenfonds Openbare Bibliotheken,  de Raad van Toezicht van Stichting AAP en de Raad van Bestuur van de Stichting for Extraordinary Plants. Voordat zij zich verkiesbaar stelde als kandidaat voor de Europese verkiezingen van 2024 was zij directeur van de openbare bibliotheek in Hoogeveen.
Bij de Europese verkiezingen van 2024 stond ze op de tweede plaats van de D66-kandidatenlijst. Sinds 16 juli 2024 is ze lid van het Europees Parlement.

### Lid van het Europees Parlement (2024-heden)
Sinds haar aantreden is García Hermida-van der Walle lid van de Commissie regionale ontwikkeling en plaatsvervangend lid van de Commissie burgerlijke vrijheden, justitie en binnenlandse zaken en de Commissie rechten van de vrouw en gendergelijkheid. Ze is ook lid van de Delegatie in de Parlementaire Vergadering van de Unie voor het Middellandse Zeegebied en plaatsvervangend lid van de Delegatie voor de betrekkingen met de Maghreblanden en de Unie van de Arabische Maghreb. Op 3 oktober 2024 werd García Hermida-van der Walle verkozen tot voorzitter van de Delegatie voor de betrekkingen met Afghanistan.
Naast haar lidmaatschap van commissies en delegaties is García Hermida-van der Walle verkozen tot bestuurslid van de Spinelli Groep. Op 30 september 2024 werd García Hermida-van der Walle namens het Europees Parlement rapporteur voor de Europese anticorruptierichtlijn.

## Privéleven
García Hermida-van der Walle woont sinds 2012 in Gorredijk (Friesland), is getrouwd en heeft drie dochters. In het dagelijks leven is ze ook actief als vrijwilliger voor VV Gorredijk. Ze spreekt Spaans, Engels en Nederlands, met een passieve beheersing van het Frans, Italiaans, en Fries.